# Тулово
Тулово је насељено место града Лесковца у Јабланичком округу. Према попису из 2022. било је 557 становника.

## Етимологија
Према легенди, на месту на ком је настало село Тулово било је некада под шумом увреженом павитовом виновом лозом. Кроз шуму је ишла стаза за планину кроз шибље које се над стазом надвијало. Да би људи могли ићи, морали су се “тулити” - сагињати се, и тако потуљени проћи овим путем. По томе што су се људи, идући овде уз Туловску реку, морали сагнути и провлачити се - тулити се, село настало на овом месту добило је назив Тулово.
Такође, назив села може бити објашњен старословенском речју "тула", која означава скривено, недоступно место (слично етимологији града Туле у Русији).
Легенда на врло сликовит начин описује постанак назива села. Међутим, вероватнији начин настанка имена села је тај да оно потиче од занимања становника у доба српске средњовековне државе. Наиме, поједина села била су обавезна на вршење извесних занатских радњи у корист државе или властелина у чију су баштину или пронију спадала, а била ослобођена других работа и давања. Тако је било села која су гајила и дресирала соколове за лов. Ти људи називани су соколарима или гекарима. Траг на ту обавезу неких села очувао се у лесковачким селима, па тако постоји јабланичко село Ђелекаре и поречко Шаиновац (од турске речи шаин или шахин - соко), а такође и у имену некадашњег села Седларца, горњојабланичког села Тулара и Тулова у Лесковачком пољу. Села Тулово и Туларе израђивали су туле, један важан елемент за лов и рат. Туле су кутије од дрвета које се, везане узицом и каишем, окаче преко главе на леђа. У тули стоје врхови стрела, а горњи крајеви вире изнад ратниковог или ловчевог рамена, па он у борби или лову лако извлачи стрелу из туле и служи се њоме. Мештани села су у средњовековно доба засигурно имали ову дужност, по чему је и само село добило име.

## Положај и тип
Село је смештено у долини Туловске реке, у подножју планине Кукавице, на самом југу области Лесковачко поље и Бабичка гора. Куће су смештене са обе стране речног корита усеченог у стену. У горњем делу села пут, којим се долази у село, иде десном обалом реке, али убрзо прелази на леву обалу и држи се ње, тако да су сви мештани који живе на супротној обали реке морали да подигну камене или бетонске мостове преко дубоког корита реке. Село је некада имало два засеока - Липову Чуку и Сланиште. Сланиште је данас потпуно расељено и у њему нема становника, док је Липова Чука и данас насељена претежно старим становништвом. Она је смештена изнад главног села, непосредно под планином Кукавицом, са дивним видиком на читаву долину Туловске реке, али и јужни део Лесковачког поља.
По типу, село је збијено и издужено. Куће су поређане једна до друге, а изнад њих, на површини језерске терасе, у коју је Туловска река усекла своје корито, леже њиве, воћњаци, виногради и друге обрадиве површине овог села.

## Географија
Атар села Тулова протеже се на површини од 1.151 хектара. Њиве и вртови заузимају површину од 339 хектара, воћњаци 30, виногради 10, ливаде 16, пашњаци 11, шума чак 707, док неплодно земљиште заузима површину од 38 хектара.

### Хидрографија
Кроз Тулово протиче Туловска река, чије се извориште налази под Врвикобилом, једним од висова масива Кукавице. Ова река има две компоненте - Голему и Малу реку. Оне се састају изнад села Тулова на месту званом Воденичиште и одатле се овај водени ток зове Туловска река, па све до ушћа у Јужну Мораву код села Горњег Крајинца.
Данас село има водовод и свака кућа је снабдевена водом. Сем тога, у селу постоји и спомен-чесма у славу погинулих партизана и стрељаних Туловчана 1941. године.

## Историја
Не постоје никакви записи о Тулову ни у српским ни у турским изворима. Међутим, сматра се да је Тулово веома старо село, засељено најкасније у доба српске средњовековне државе, чије име је трг друштвеног живота Срба тога времена и њихове привреде.
Село је за време турске владавине имало свог господара, али његово име није остало сачувано. По локалитету Турско гробље могло би се погрешно закључити да су Турци живели овде. Међутим, то није тачно, већ је локалитет добио назив по томе што су на том простору сахрањени Турци изгинули у рату за ослобођење ових крајева 1877. године.

## Демографија
Након ослобођења, Тулово је имало 49 кућа, што значи да је било веће од осталих села у долини Туловске реке. Скоро стотину година касније, према попису из 1971. године, Тулово је имало 163 куће, односно 796 становника, када је и достигло свој максимум. У наредним пописима види се пад броја становника и негативан природни прираштај.
У насељу Тулово живи 583 пунолетна становника, а просечна старост становништва износи 40,8 година (38,6 код мушкараца и 43,0 код жена). У насељу има 167 домаћинстава, а просечан број чланова по домаћинству је 4,43.
Ово насеље је великим делом насељено Србима (према попису из 2002. године), а у последња три пописа, примећен је пад у броју становника.
|  |

| Демографија | Демографија | Демографија |
| Година      | Становника  | Становника  |
| ----------- | ----------- | ----------- |
| 1948.       | 720         |             |
| 1953.       | 768         |             |
| 1961.       | 752         |             |
| 1971.       | 796         |             |
| 1981.       | 778         |             |
| 1991.       | 762         | 728         |
| 2002.       | 739         | 817         |
| 2011.       | 697         |             |
| 2022.       | 557         |             |

| Етнички састав према попису из 2002.‍ | Етнички састав према попису из 2002.‍ | Етнички састав према попису из 2002.‍ | Етнички састав према попису из 2002.‍ | Етнички састав према попису из 2002.‍ |
| ------------------------------------ | ------------------------------------ | ------------------------------------ | ------------------------------------ | ------------------------------------ |
|                                      |                                      |                                      |                                      |                                      |
| Срби                                 | Срби                                 |                                      | 737                                  | 99,72%                               |
| Хрвати                               | Хрвати                               |                                      | 1                                    | 0,13%                                |
| непознато                            | непознато                            |                                      | 1                                    | 0,13%                                |

| \| \| м \| \| \| ж \| \| ? \| 3 \| \| \| 5 \| \| 80+ \| 4 \| \| \| 11 \| \| 75—79 \| 7 \| \| \| 16 \| \| 70—74 \| 21 \| \| \| 28 \| \| 65—69 \| 18 \| \| \| 25 \| \| 60—64 \| 28 \| \| \| 26 \| \| 55—59 \| 17 \| \| \| 23 \| \| 50—54 \| 32 \| \| \| 29 \| \| 45—49 \| 26 \| \| \| 18 \| \| 40—44 \| 22 \| \| \| 16 \| \| 35—39 \| 31 \| \| \| 21 \| \| 30—34 \| 31 \| \| \| 22 \| \| 25—29 \| 23 \| \| \| 30 \| \| 20—24 \| 14 \| \| \| 20 \| \| 15—19 \| 28 \| \| \| 16 \| \| 10—14 \| 22 \| \| \| 23 \| \| 5—9 \| 28 \| \| \| 19 \| \| 0—4 \| 20 \| \| \| 16 \| \| Просек : \| 38,6 \| \| \| 43,0 \| |      |  |  |      |
| |      |  |  |      |
| | м    |  |  | ж    |
| ? | 3    |  |  | 5    |
| 80+ | 4    |  |  | 11   |
| 75—79 | 7    |  |  | 16   |
| 70—74 | 21   |  |  | 28   |
| 65—69 | 18   |  |  | 25   |
| 60—64 | 28   |  |  | 26   |
| 55—59 | 17   |  |  | 23   |
| 50—54 | 32   |  |  | 29   |
| 45—49 | 26   |  |  | 18   |
| 40—44 | 22   |  |  | 16   |
| 35—39 | 31   |  |  | 21   |
| 30—34 | 31   |  |  | 22   |
| 25—29 | 23   |  |  | 30   |
| 20—24 | 14   |  |  | 20   |
| 15—19 | 28   |  |  | 16   |
| 10—14 | 22   |  |  | 23   |
| 5—9 | 28   |  |  | 19   |
| 0—4 | 20   |  |  | 16   |
| Просек : | 38,6 |  |  | 43,0 |

| Година пописа     | 1948. | 1953. | 1961. | 1971. | 1981. | 1991. | 2002. |
| ----------------- | ----- | ----- | ----- | ----- | ----- | ----- | ----- |
| Број домаћинстава | 113   | 126   | 139   | 163   | 163   | 160   | 167   |

| Број чланова      | 1  | 2  | 3  | 4  | 5  | 6  | 7  | 8 | 9 | 10 и више | Просек |
| ----------------- | -- | -- | -- | -- | -- | -- | -- | - | - | --------- | ------ |
| Број домаћинстава | 13 | 29 | 17 | 20 | 28 | 35 | 19 | 4 | 0 | 2         | 4,43   |

| Пол    | Укупно | Неожењен/Неудата | Ожењен/Удата | Удовац/Удовица | Разведен/Разведена | Непознато |
| ------ | ------ | ---------------- | ------------ | -------------- | ------------------ | --------- |
| Мушки  | 305    | 58               | 230          | 14             | 3                  | 0         |
| Женски | 306    | 20               | 235          | 48             | 3                  | 0         |
| УКУПНО | 611    | 78               | 465          | 62             | 6                  | 0         |

| Пол    | Укупно                    | Пољопривреда, лов и шумарство | Рибарство                            | Вађење руде и камена | Прерађивачка индустрија       |
| ------ | ------------------------- | ----------------------------- | ------------------------------------ | -------------------- | ----------------------------- |
| Мушки  | 141                       | 64                            | 0                                    | 0                    | 46                            |
| Женски | 42                        | 36                            | 0                                    | 0                    | 2                             |
| Укупно | 183                       | 100                           | 0                                    | 0                    | 48                            |
|        |                           |                               |                                      |                      |                               |
| Пол    | Производња и снабдевање   | Грађевинарство                | Трговина                             | Хотели и ресторани   | Саобраћај, складиштење и везе |
| Мушки  | 0                         | 6                             | 12                                   | 0                    | 5                             |
| Женски | 0                         | 0                             | 0                                    | 0                    | 0                             |
| Укупно | 0                         | 6                             | 12                                   | 0                    | 5                             |
|        |                           |                               |                                      |                      |                               |
| Пол    | Финансијско посредовање   | Некретнине                    | Државна управа и одбрана             | Образовање           | Здравствени и социјални рад   |
| Мушки  | 0                         | 0                             | 1                                    | 2                    | 2                             |
| Женски | 0                         | 0                             | 0                                    | 1                    | 3                             |
| Укупно | 0                         | 0                             | 1                                    | 3                    | 5                             |
|        |                           |                               |                                      |                      |                               |
| Пол    | Остале услужне активности | Приватна домаћинства          | Екстериторијалне организације и тела | Непознато            | Непознато                     |
| Мушки  | 1                         | 0                             | 0                                    | 2                    | 2                             |
| Женски | 0                         | 0                             | 0                                    | 0                    | 0                             |
| Укупно | 1                         | 0                             | 0                                    | 2                    | 2                             |

## Привреда
Из података о врстама земљишта у атару села види се да пољопривредне површине заузимају само 406 хектара, док на шуму отпада чак 707 хектара. Све до пред сам Други светски рат, Туловчани су живели од своје шуме: дељали су греде, које су у то време биле битно важне у грађевинарству; секли и извозили дрва за огрев. Шуму су користили и за израду разних пољопривредних алата и предмета нужних сваком сеоском домаћинству, почевши од држаље за мотику и секиру, виле и лопате за скупљање сламе и сена, за вршидбу и чишћење стаја, вејање жита при вршидби, столица, ковчега, наћви, елемената за дрвена волујска кола и др. У то време, била је то читава мануфактура широког спектра, чије су израђевине тражене широм Србије и обезбеђивале једну пристојну акумулацију. У шуми се напасала ситна и крупна стока, нарочито коза. Дакле, шуме је до Другог светског рата представљала сигуран извор Туловчана за живот. Међутим, након Другог светског рата, ствари су се промениле. Колективизацијом и државним власништвом у доба комунистичке Југославије шуме нису више биле у власништву села, већ државе, па сељаци нису могли да исте употребљавају по својој вољи. Сем тога, потребе за њихове дрвне израђевине су се угасиле, а фонд стоке смањио. На оскудној земљи остало им је нешто од културе воћа, претежно крушака, које се делом продају, а делом користе за прављење домаће ракије.
Данас су Туловчани претежно окренути печалбарском занимању, па велики део становништва одлази на сезонске послове, и то не само у држави, већ и у иностранство, што се може закључити и на основу изгледа кућа у селу. Велики број кућа саграђен је у модерном стилу, са по више спратова и савременом фасадом. Туловчани често због тога своје село називају наш мали Париз.

## Саобраћај
У Тулово се долази путем преко Велике Грабовнице, узводно преко Мале Грабовнице, Загужана и Зољева. У Тулову се пут завршава, али се пољским путем може ићи у Чукљеник, затим за Накривањ, а преко рида, који одваја Туловску реку од Копашничке реке, у Велику Копашницу.

## Галерија
- Пут којим се преко Велике Грабовнице стиже до Тулова
- Истурено одељење ОШ „Вук Караџић” из Велике Грабовнице
- Споменик палим борцима
- Сеоски крст